# Edgar Evans
Ne doit pas être confondu avec Edward Evans.
Edgar Evans, né le 7 mars 1876 à Rhossili au pays de Galles et mort le 17 février 1912 près du glacier Beardmore en Antarctique, était l'un des compagnons mort avec Robert Falcon Scott lors de l'expédition Terra Nova vers le pôle Sud en 1911-1912. Il avait auparavant participé à l'expédition Discovery.

## Jeunesse
Evans, né à Middleton, Rhossili, pays de Galles, est le fils d'un marin. Scolarisé à l'école de garçons de St. Helen de six à treize ans, il s'enrôle ensuite dans la Marine royale en 1891, et commence à servir à bord du HMS Majestic en 1899, sur lequel Scott est lieutenant de vaisseau.

## Expédition Discovery
Edgar Evans participe à la première expédition en Antarctique organisée par Scott à bord du Discovery entre 1901–1904. William Lashly et Evans se mettent en route avec Scott en 1903, l'accompagnant dans sa "Conquête de l'Ouest" en traîneau en 1903, vers l'intérieur de la Terre Victoria.

## Expédition Terra Nova

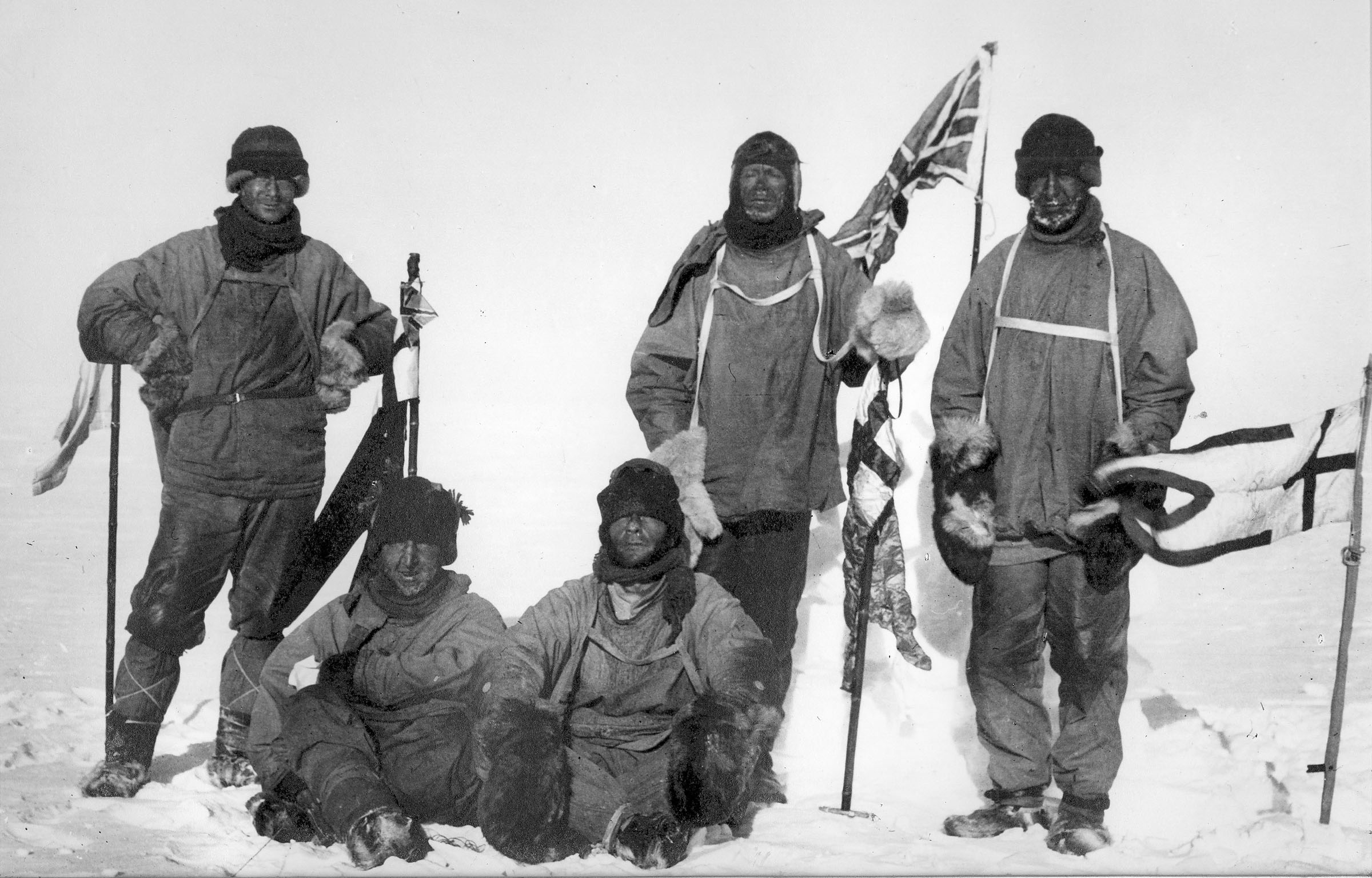
L'expédition Terra Nova au Pôle Sud. Evans est assis à droite. (Janvier 1912)

Roland Huntford, biographe de Scott, décrit Evans comme « un grand costaud, un colosse au cou de taureau », mais aussi « un coureur de jupons aviné » avec « une tendance à l'embonpoint » un peu avant le départ de la seconde expédition de Scott à bord du Terra Nova. Evans frôle l'exclusion de l'équipe en Nouvelle-Zélande, après être tombé à l'eau, ivre, lors de l'embarquement. Il était cependant tenu en haute estime par Scott, qui admire « ses ressources, sa force et ses anecdotes inexhaustibles », et qui décide par conséquent de passer outre cet incident.
Scott choisit Edgar Evans, le lieutenant Henry Robertson Bowers, Lawrence Oates et le Dr Edward Adrian Wilson pour l'accompagner dans son expédition polaire. Selon Scott, Evans est "un travailleur acharné, responsable de l'ensemble de traîneaux ainsi que leur ajustements, des tentes, des sacs de couchage et des harnais, sans que le moindre problème fut jamais reporté sur cet équipement. Il est donc un assistant de valeur inestimable". 11 semaines après avoir quitté leur camp de base, ils atteignent le Pôle Sud le 17 janvier 1912, et découvrent que Roald Amundsen et son équipe de 5 hommes les ont précédés de 5 semaines.
Leur voyage de retour prend rapidement un tournant dramatique. Lors d'un accident survenu un peu avant qu'ils n'atteignent le pôle, Evans s'était fait une coupure à la main qui cicatrise mal. Lors du trajet de retour, sa santé mentale et physique commencent à se détériorer : il souffre d'engelures aux doigts, au nez et au joues. Lors de la descente du glacier Beardmore, il chute le 4 février 1912 dans une crevasse et, se blessant à la tête, souffre probablement d'une grave commotion cérébrale. Sa condition physique se dégrade rapidement, ce qui ralentit considérablement la descente du glacier, alors que les réserves de nourriture s'épuisent.
Le 16 février 1912, près de la base du glacier, Evans s'effondre. le jour d'après, incapable de marcher, il est provisoirement laissé sur place pendant que le reste de l'équipe tire le traîneau jusqu'au point de ravitaillement le plus proche avant de retourner le chercher. Scott décrit dans son journal la condition d'Evans lorsqu'ils le retrouvèrent : « Il était à genoux, débraillé, les mains nues et couvertes de gelures, le regard fou ». Il est installé sur un traîneau et conduit au camp qu'ils ont monté ; Mais à peine installé dans la tente, il sombre dans le coma, et meurt dans la nuit. Il n'est nulle part fait mention de ce qu'il advînt de son corps, et aucun des autres membres de l'expédition ne survit.

## Postérité
Sa veuve, Lois (née Beynon) — mariés en 1904, ils avaient eu trois enfants — fait placer une plaque commémorative en son honneur à l'église normande de Rhossilli. Il y est inscrit : « à la gloire de Dieu et en mémoire d'Edgar Evans, maître de première classe de la Royal Navy, et natif de cette paroisse, qui périt le 17 février 1912, lors de son retour du Pôle Sud avec l'équipe d'expédition antarctique britannique, sous les ordres du Capitaine Robert Falcon Scott, Officier de la Royal Navy. Travailler, chercher, trouver, et ne pas céder ».
Evans fut aussi honoré à la base navale de Whale Island, Portsmouth, où le Evans Building fut inauguré en 1964, premier bâtiment nommé d'après un maître sous-officier plutôt qu'un amiral. Le bâtiment fut démoli en 2010, mais un autre bâtiment fut baptisé en son nom. Dans ce nouveau bâtiment, de l'équipement qui lui appartenait a été exposé, par exemple une paire de skis qu'il a utilisée en Antarctique.
On peut aussi trouver une plaque commémorative sur le phare mémorial de Scott à Roath Park (en) dans le lac de Cardiff, pays de Galles, sur laquelle se trouvent les noms de tous les membres de l'expédition. Evans Névé, en Terre Victoria, a été nommé en l'honneur d'Edgar Evans.
Lois a passé une partie de sa vie à restaurer la réputation de son mari.

## Au cinéma
Dans le film L'Épopée du capitaine Scott, Edgar Evans fut incarné par James Robertson Justice.